# میکائیل تریان
میکائیل نیکلایی تریان (ارمنی: Միքայել Նիկիտայի Տերյան؛ ؛ زاده ۱ ژوئیهٔ ۱۹۰۵ - درگذشته ۱۳ اکتبر ۱۹۸۷) رهبر ارکستر، کارشناس علوم پرورشی، پروفسور اهل ارمنستان بود.

## زندگی‌نامه
وی در  ۱۴ ژوئیه [سبک قدیمی: ۱ ژوئیه] ۱۹۰۵ در مسکو در به دنیا آمد و از کنسرواتوار مسکو فارغ‌التحصیل گشت. وی در ارکستر فیلارمونیک ارمنستان، تالار بولشوی و کنسرواتوار دولتی چایکوفسکی مسکو فعالیت می‌کرد. وی همچنین برنده جوایزی همچون نشان پرچم سرخ کار، نشان برجسته افتخار، هنرمند مردمی ارمنستان شوروی (۱۹۴۵) و چهره هنری شایسته ارمنستان شوروی شد. وی در ۱۳ اکتبر ۱۹۸۷ در سن ۸۲ سالگی در مسکو درگذشت و در گورستان ارامنه مسکو به خاک سپرده شدو.